# Hedningarna
Hedningarna (со швед. — «язычники») — скандинавская группа.
Группа была образована в Швеции в 1988 году мультиинструменталистами Андерсом Норудде (Stake), Бьёрном Толлином и Хольбусом Тотте Маттсоном. Дебютный альбом 1989 года Hedningarna был инструментальным, в 1992 году в коллектив вошли финские вокалистки Санна Курки-Суонио и Анита Лехтола.
Группа сочетает традиционный шведский и финский фольклор с электронным звучанием. В музыке Hedningarna акустические и старинные инструменты органично сочетаются с новыми технологиями — синтезаторами, семплерами и так далее.

## Дискография

### Студийные альбомы
- Hedningarna (1989)
- Kaksi! (1992)
- Trä (1994)
- Hippjokk (1997)
- Karelia Visa (1999)
- Och (2012)
- Kult (2016)

### Сборники
- Fire (1996)
- 1989-2003 (2003)

### Концертные альбомы
- Live at Roskilde (1994)

### EP
- Kruspolska SASHA mixes (1994)
- Remix Project (1997)
- Hedningarna Remixes (2009)